# Gustav von Gemmingen
Gustav von Gemmingen (* 19. Oktober 1813 in Treschklingen; † 30. April 1894 in Stuttgart) war k.k. Rittmeister und Grundherr in Bürg, Treschklingen, Rappenau, Hoffenheim und Adersbach.

## Leben
Er war der zweite Sohn des Sigmund von Gemmingen-Hornberg zu Treschklingen (1777–1843) und der Charlotte von Gemmingen-Hornberg (1785–1842). Er besuchte das Lyceum in Mannheim und trat 1831 als Leutnant in das k.k. Feldjägerbataillon ein, kam danach zum Kürassier-Regiment E. H. Franz von Modena, wo er 1838 Oberleutnant und 1843 Rittmeister war. Aus gesundheitlichen Gründen wurde er 1847 beim Militär pensioniert.
Nach dem Tod seines Vaters erbte er dessen Besitz in Bürg, nach dem Tod des Bruders Franz Karl von Gemmingen (1806–1867) auch dessen Besitz in Rappenau.

## Familie
Er war in erster Ehe ab 1845 mit Maria Jakubowska (1824–1856) verheiratet. Der aus dieser Verbindung entstammende Sohn Sigmund Otto (1851–1928) begründete den amerikanischen Zweig der Freiherren von Gemmingen. In zweiter Ehe heiratete Gustav 1868 in Regensburg Franziska von Mourat (1837–1933). Aus dieser Ehe stammt der Sohn Gustav Sigmund Reinhard (1871–1943), der den elterlichen Besitz erbte. 
Nachkommen:
- Charlotte Maria Anastasia (* 1846) ⚭ Otto von Brusselle-Schaubeck (1843–1924)
- Maria Josephine (1847–1848)
- Sigmund Otto (1851–1928) ⚭ Mary Webb (1856–1899)
- Helena (*/† 1854)
- Sophia (*/† 1856)
- Gustav Sigmund Reinhard (1871–1943) ⚭ Olga von Beroldingen (1882–1963)